# 아카토카르푸스과
아카토카르푸스과(Achatocarpaceae)는 속씨식물에 속하는 목본식물 과의 하나이다. 2개 속에 10종으로 구성되어 있으며, 대부분의 분류학자들이 인정하고 있다. 미국 남서부 지역의 남쪽부터 남아메리카 열대 및 아열대 지역까지의 지역에서 발견된다.
2003년의 APG II 분류 체계(1998년의 APG 분류 체계에서 변하지 않음)는 진정쌍떡잎식물군에 속하는 석죽목으로 분류한다. 나머지 2개의 큰 과인 비름과 및 석죽과와 함께 하나의 분류군을 형성한다.

## 속
- 아카토카르푸스속 (Achatocarpus) Triana
- 파울로탐누스속 (Phaulothamnus) A.Gray[3]